# Es ist das Heil uns kommen her
Es ist das Heil uns kommen her ist eines der ältesten lutherischen Kirchenlieder, das zum Kernbestand des reformatorischen Liedguts gehört.

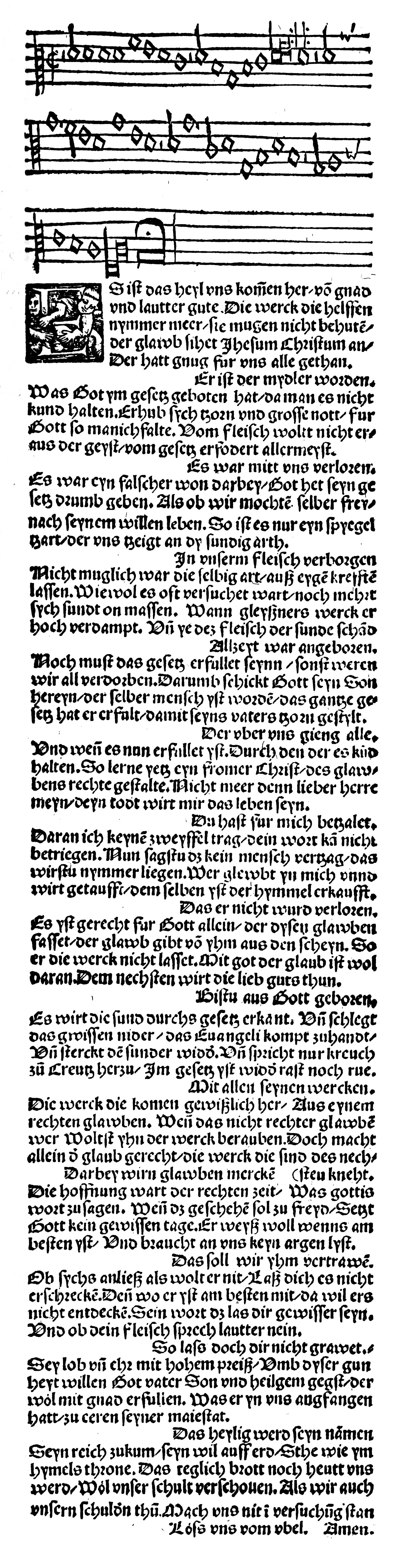
„ES iſt das heyl vns kom̃en her“ im Erfurter Enchiridion, 1524

## Geschichte
Den Text verfasste Paul Speratus 1523. Die Angabe, das Lied sei bereits während Speratus’ Gefängnisaufenthalts in Iglau entstanden, wird von der modernen Forschung ins Reich der Legende verwiesen. Wahrscheinlich dichtete er den Text erst nach seinem Zusammentreffen mit Martin Luther in Wittenberg. Die älteste nachgewiesene Quelle ist das zum Jahreswechsel 1523/1524 erschienene Achtliederbuch. Da dieses eine Zusammenstellung von zuvor als Flugschriften erschienenen Einzeldrucken darstellt, ist davon auszugehen, dass auch dieses Lied noch 1523 erstmals im Druck erschien, wohl zusammen mit Luthers Nun freut euch, lieben Christen g’mein, das mit dem Lied in seinem siebenzeiligen Strophenbau übereinstimmt. Ebenfalls 1524 wurde es auch im Erfurter Enchiridion veröffentlicht.

## Form
Speratus dichtete sein katechetisches Lied in einem von der Reformationsbewegung häufig verwendeten Strophenschema, der sogenannten Lutherstrophe. Allein fünf Texte des Achtliederbuchs folgen ihm. Einem vierzeiligen, kreuzgereimten Aufgesang schließen sich im Abgesang zwei männlich reimende Zeilen sowie eine „weiblich“ endende siebte Zeile an. Diese Schlusszeile steht meist ohne Reim da (so bei Luther und Paul Gerhardt). Speratus zeigt ein besonderes Formbestreben, indem er die 14 Schlusszeilen paarweise aufeinander reimt, was wenigen Sängern bewusst werden dürfte und in den modernen gekürzten Fassungen nicht mehr wahrnehmbar ist.

## Text
1. Es ist das Heil uns kommen her

von Gnad und lauter Güte;

die Werk, die helfen nimmermehr,

sie können nicht behüten.

Der Glaub sieht Jesus Christus an,

der hat für uns genug getan,

er ist der Mittler worden.

2. Was Gott im G’setz geboten hat,

da man es nicht konnt halten,

erhob sich Zorn und große Not

vor Gott so mannigfalten;

vom Fleisch wollt nicht heraus der Geist,

vom G’setz erfordert allermeist;

es war mit uns verloren.

3. Es war ein falscher Wahn dabei,

Gott hätt sein G’setz drum geben,

als ob wir möchten selber frei

nach seinem Willen leben;

so ist es nur ein Spiegel zart,

der uns zeigt an die sünd’ge Art,

in unserm Fleisch verborgen.

4. Nicht möglich war es, diese Art

aus eignen Kräften laßen.

Wiewohl es oft versuchet ward,

doch mehrt sich Sünd ohn Maßen;

denn Gleisnerswerk Gott hoch verdammt,

und je dem Fleisch der Sünde Schand

allzeit war angeboren.

5. Doch mußt’ das G’setz erfüllet sein,

sonst wärn wir all verdorben.

Drum schickt’ Gott seinen Sohn herein,

der selber Mensch ist worden;

das ganz Gesetz hat er erfüllt,

damit seins Vaters Zorn gestillt,

der über uns ging alle.

6. Und wenn es nun erfüllet ist

durch den, der es konnt halten,

so lerne jetzt ein frommer Christ

des Glaubens recht Gestalte.

Nicht mehr denn: „Lieber Herre mein,

dein Tod wird mir das Leben sein,

du hast für mich bezahlet!“

7. Daran ich keinen Zweifel trag,

dein Wort kann nicht betrügen.

Nun sagst du, daß kein Mensch verzag,

das wirst du nimmer lügen –:

„Wer glaubt an mich und wird getauft,

demselben ist der Himmel erkauft,

daß er nicht werd verloren.“

8. Es ist gerecht vor Gott allein,

der diesen Glauben fasset;

der Glaub gibt einen hellen Schein,

wenn er die Werk nicht lasset;

mit Gott der Glaub ist wohl daran,

dem Nächsten wird die Lieb Guts tun,

bist du aus Gott geboren.

9. Es wird die Sünd durchs G’setz erkannt

und schlägt das G’wissen nieder,

das Evangelium kommt zuhand

und stärkt den Sünder wieder

und spricht: „Nur kreuch zum Kreuz herzu,

Im G’setz ist weder Rast noch Ruh

Mit allen seinen Werken!“

10. Die Werk, die kommen g’wißlich her

aus einem rechten Glauben;

denn das nicht rechter Glaube wär,

wolltst ihn der Werk berauben.

Doch macht allein der Glaub gerecht,

die Werke sind des Nächsten Knecht,

dran wir den Glauben merken.

11. Die Hoffnung wart’ der rechten Zeit,

was Gottes Wort zusage;

wann das geschehen soll zur Freud,

setzt Gott kein gwisse Tage.

Er weiß wohl, wanns am besten ist,

und braucht an uns kein arge List;

des solln wir ihm vertrauen.

12. Ob sichs anließ, als wollt er nicht,

laß dich es nicht erschrecken,

denn wo er ist am besten mit,

da will ers nicht entdecken.

Sein Wort laß dir gewisser sein,

und ob dein Fleisch spräch lauter Nein,

so laß doch dir nicht grauen.

13. Sei Lob und Ehr mit hohem Preis

um dieser Gutheit willen

Gott Vater, Sohn, und Heilgem Geist.

Der woll mit Gnad erfüllen,

was er in uns ang’fangen hat

zu Ehren seiner Majestät,

daß heilig werd sein Name;

14. sein Reich zukomm; sein Will auf Erd

g’scheh wie im Himmelsthrone;

das täglich Brot noch heut uns werd;

woll unsrer Schuld verschonen,

wie wir auch unsern Schuldnern tun;

laß uns nicht in Versuchung stehn;

lös uns vom Übel. Amen.

## Inhalt und Theologie
Das Lied stellt eine Zusammenfassung der lutherischen Lehre dar. In der antithetisch gebauten ersten Strophe wird die Heilsbotschaft, die vom Glauben an Jesus Christus herrührt, einem falschen Vertrauen in Werke der Barmherzigkeit und des Gesetzes gegenübergestellt. In den folgenden neun Strophen wird der Themenkomplex Gesetz – Glaube – Werke anhand der Heilsgeschichte beleuchtet. Der Text schließt mit einem Ausblick auf die Endzeit, Tröstung in Bedrängnis und einer Doxologie.

## Melodie
Das Erfurter Enchiridion verweist als Melodie auf das vorreformatorische Oster-Prozessionslied Frewt euch yhr frawen und yhr man / das Christ ist aufferstanden. Die älteste Aufzeichnung dieser Melodie findet sich in einem aus dem Franziskanerkloster Miltenberg überlieferten, ursprünglich aber aus Mainz stammenden Prozessionale, das auf die Zeit um oder kurz vor 1400 datiert wird. Dort ist ihr der Text Freu dich, du werte Christenheit unterlegt. In der Textfassung Nun freue dich, du Christenheit war dieses Lied auch im alten Gotteslob von 1975 (GLalt 222) enthalten, es findet sich auch noch in mehreren Regionalteilen zum neuen Gotteslob.
Heutigen katholischen Gottesdienstbesuchern ist die Melodie auch von dem Osterlied O Licht der wunderbaren Nacht (GL 334, GLalt 208) auf einen Text von Georg Thurmair (1963) bekannt. Dieses Lied findet sich auch im Regionalteil des Evangelischen Gesangbuchs für Bayern und Thüringen unter der Nummer EG 559.

## Rezeption
Das Lied steht im Evangelischen Gesangbuch unter EG 342, dort sind neun der ursprünglich vierzehn Strophen abgedruckt, im Evangelisch-Lutherischen Kirchengesangbuch² der SELK unter ELKG² 525 sind zehn Strophen enthalten.
Chorsätze stammen von Arnold von Bruck, Johann Crüger, Sixt Dietrich, Hans Leo Haßler, Michael Prätorius und Johann Walter. Namensgebend wurde das Lied für die Kantate Es ist das Heil uns kommen her (BWV 9), die Johann Sebastian Bach zwischen 1732 und 1735 für den 6. Sonntag nach Trinitatis komponierte, und in der er zwei der Strophen des Liedes im Wortlaut vertonte und zehn weitere in geraffter Form in Rezitative umformte. Bereits 1716 verwendete er eine Strophe in der Kantate Mein Gott, wie lang, ach lange? (BWV 155), 1723 zwei Strophen in Ärgre dich, o Seele, nicht (BWV 186), und 1724 bildete eine Strophe den Schlusschoral der Kantate Wahrlich, wahrlich, ich sage euch (BWV 86). Felix Mendelssohn Bartholdy verwendete die Melodie 1840 für den Eingangssatz seines Festgesangs zum Gutenbergfest. Johannes Brahms komponierte 1860 die Motette Es ist das Heil uns kommen her op. 29,2.
Als Choralvorspiel für die Orgel schuf wiederum Johann Sebastian Bach seine Bearbeitung BWV 638 als Teil seines Orgelbüchleins. Weitere Bearbeitungen für Orgel stammen von Jan Pieterszoon Sweelinck, Samuel Scheidt, Matthias Weckmann, Dieterich Buxtehude, Friedrich Wilhelm Zachow, Johann Gottfried Walther, Georg Friedrich Kauffmann, Johann Ludwig Krebs und Max Reger.